# Ленківці (Окницький район)
Ленківці або Лєнкауць (рум. Lencăuţi) — село в Молдові в Окницькому районі. Адміністративний центр однойменної комуни, до складу якої також входить село Вережень.
На південний захід від села був знайдений курган значних розмірів. Він розташований на західній галявині лісового масиву, в урочищі під назвою Холодяк, поблизу тракторної бригади. Насип зруйнована земельними роботами.
Ділянка крутого берегу річки Дністер площею 308 гектарів між селами Лєнкауць та Наславча є охоронною територією, що належить до атакського лісництва.

## Уродженці села
- Єгуда Гур-Ар'є — ізраїльський письменник.
- Ольга Кепецине — молдовська письменниця.